# Savio Dominic Fernandes
Savio Dominic Fernandes (ur. 29 czerwca 1954 w Bombaju) – indyjski duchowny rzymskokatolicki, od 2013 biskup pomocniczy Bombaju.

## Życiorys
Święcenia kapłańskie przyjął 8 kwietnia 1989 i został inkardynowany do archidiecezji bombajskiej. Był m.in. sędzią trybunału kościelnego, sekretarzem arcybiskupim, a także wicekanclerzem i kanclerzem kurii.
15 maja 2013 został mianowany biskupem pomocniczym Bombaju ze stolicą tytularną Cozyla. Sakry biskupiej udzielił mu 29 czerwca 2013 kard. Oswald Gracias. Po sakrze objął funkcję wikariusza biskupiego ds. laikatu i rodziny.